# Michelle Zancarini-Fournel
Pour les articles homonymes, voir Fournel.
 (février 2021).
Michelle Zancarini-Fournel, née en 1947 à Saint-Étienne, est une historienne française.
Elle est professeure émérite d'histoire contemporaine à l’université Claude Bernard-Lyon-I, et ancienne codirectrice de la revue Clio. Femmes, Genre, Histoire. Elle publie des ouvrages et de nombreux articles dans différentes revues et a consacré ses recherches à l'histoire des milieux populaires.
Elle est spécialiste d'histoire des femmes et du genre, ainsi que de Mai 68.

## Biographie
Michelle Zancarini-Fournel a commencé sa carrière, en 1969, comme enseignante dans le secondaire. Dirigée par Yves Lequin, elle entreprend une thèse de doctorat d'histoire, Parcours de femmes : réalités et représentations, Saint-Étienne, 1880-1950, qu'elle soutient en 1988 à l'Université Lyon-2.
Cofondatrice de la revue Clio avec Françoise Thébaud, c'est une spécialiste de l'histoire des femmes et du genre, ainsi que des « années 68 », dont elle a d'abord contribué à sauver les archives, avant d'en écrire l'histoire. Son mémoire d'habilitation y est d'ailleurs consacré et a été partiellement publié dans l'ouvrage qu'elle a codirigé 68 : une histoire collective. Elle publie en 2016 une sorte de synthèse des travaux qu'elle a menés durant plusieurs décennies, et proposant la découverte de l'histoire de France « par en bas » à travers celle de nombreux révoltés, intitulée Les luttes et les rêves. Une histoire populaire de la France de 1685 à nos jours.
En 2015, dans le cadre de la réforme du collège 2015 et dans un contexte polémique vis-à-vis des nouveaux programmes d'histoire, elle co-signe dans Le Monde une tribune d'historiens universitaires pour soutenir les « projets de programmes, issus du travail collectif présenté par le Conseil supérieur des programmes ».

## Publications
- Parcours de femmes: réalités et représentations, Saint-Étienne (1880-1950), avec Mathilde Dubesset, Lyon, Presses universitaires de Lyon, 1993.
- Différence des sexes et protection sociale, XIXe – XXe siècles, avec Leora Auslander, Paris, Presses universitaires de Vincennes, 1995.
- Les Années 68 : le temps de la contestation, avec Geneviève Dreyfus-Armand, Robert Frank et Marie-Françoise Lévy, Complexe/IHTP, 2000.
- Le groupe d'information sur les prisons : archives d'une lutte, 1970-1972, avec Philippe Artières, Paris, IMEC, 2001.
- Collectif, Le siècle des féminismes, Paris, Éditions de l'Atelier, 2004.
- Histoire des femmes en France : XIXe – XXe siècles, Rennes, Presses universitaires de Rennes, 2005.
- Le genre du sport, Toulouse, Presses universitaires du Mirail, 2006  (ISBN 9782858168422), 379 p.
- 68, une histoire collective, 1962-1981, avec Philippe Artières, Paris, La Découverte, 2008  (ISBN 9782707149961), 847 p.
- Le moment 68 : une histoire contestée, Paris, Le Seuil, 2008  (ISBN 9782020898911), 313 p.
- Luttes de femmes : 100 ans d'affiches féministes, avec Bibia Pavard, Les Echappés, 2013, 136 p.
- Les luttes et les rêves. Une histoire populaire de la France de 1685 à nos jours, Paris, La Découverte, 2016  (ISBN 978-2-35522-088-3), 990 p.
- Une histoire nationale est-elle encore possible ?, Pessac, Presses universitaires de Bordeaux, 2018  (ISBN 979-10-300-0301-7), 80 p.
- Ne nous libérez pas, on s'en charge. Une histoire des féminismes de 1789 à nos jours, avec Bibia Pavard et Florence Rochefort, Paris, La Découverte, 2020  (ISBN 978-2-348-05561-4), 510 p.
- De la défense des savoirs critiques: Quand le pouvoir s'en prend à l'autonomie de la recherche, avec Claude Gautier, Paris, La Découverte, 2022  (ISBN 9782348073069), 272 p.
- Sorcières et sorciers, histoire et mythes, Montreuil, Libertalia, 2024  (ISBN 9782377293476), 169 p.